# Hirnyk Krzywy Róg
Hirnyk Krzywy Róg (ukr. Футбольний клуб «Гірник» Кривий Ріг, Futbolnyj Kłub "Hirnyk" Krywyj Rih) – ukraiński klub piłkarski z siedzibą w Krzywym Rogu, w obwodzie dniepropietrowskim. 
Występuje w rozgrywkach ukraińskiej Druhiej Lihi. 

## Historia
Chronologia nazw:
- 1925: z-ł kopalni im. Karla Liebknechta Krzywy Róg (ukr. команда шахти ім. Карла Лібкнехта Кривий Ріг)
- 1936: Hirnyky Krzywy Róg (ukr. «Гірники» Кривий Ріг)
- 1938: Ruda Krzywy Róg (ukr. «Руда» Кривий Ріг)
- 1949: Metałurh Krzywy Róg (ukr. «Металург» Кривий Ріг)
- 1955: Rudouprawlinnia im. F.E Dzierżyńskiego Krzywy Róg (ukr. Рудоуправління ім. Ф.Е. Дзержинського Кривий Ріг)
- 1971: Hirnyk Krzywy Róg (ukr. «Гірник» Кривий Ріг)
- 1973: Krywbas-Ruda Krzywy Róg (ukr. «Кривбас-Руда» Кривий Ріг)
- 1998: Bat'kiwszczyna-KGZRK Krzywy Róg (ukr. «Батьківщина-КГЗРК» Кривий Ріг)
- 2003: Hirnyk Krzywy Róg (ukr. «Гірник» Кривий Ріг)

W 1925 roku, zespół kopalni im. Karla Liebknechta wziął udział w pierwszych mistrzostwach Krzywego Rogu, w których zdobył 2. miejsce. Drużyna reprezentowała miejscowy trust "Dzierżyńskruda". W 1936 roku jako Hirnyky zespół debiutował w rozgrywkach Pucharu ZSRR. W 1939 pod nazwą Ruda ponownie startował w Pucharze ZSRR. Po zakończeniu drugiej wojny światowej jako Metałurh startował w Mistrzostwa Ukraińskiej SRR w sezonach 1949, 1951 i 1952. Zespół przez długi czas występował w lokalnych rozgrywkach amatorskich, walczył o mistrzostwo i puchar obwodu dniepropetrowskiego. W 1955 roku klub zmienił nazwę na Rudouprawlinnia im. F.E Dzierżyńskiego i w 1957 i 1958 ponownie brał udział w rozgrywkach Mistrzostw Ukraińskiej SRR. W 1971 klub został przemianowany na Hirnyk.
W 1973 kiedy trust został reorganizowany w Spółkę Produkcyjną "Krywbasruda" klub otrzymał nową nazwę Krywbas-Ruda Krzywy Róg. W 1994/95 i 1996/97 klub występował w Amatorskiej lidze Ukrainy.
W lipcu 1998 roku "Krywbasruda" została przemianowana na Przedsiębiorstwo Państwowe "Krzyworógski Żelazo-Rudny Kombinat" (KGZRK), w związku z czym klub otrzymał nazwę Bat'kiwszczyna-KGZRK Krzywy Róg. W 2000 zespół ponownie startował w Amatorskiej lidze. W trzech kolejnych sezonach 2000, 2001 i 2002 zajmował trzecią pozycję w grupie. W 2003 klub przyjął obecną nazwę Hirnyk Krzywy Róg i kontynuował występy w rozgrywkach Mistrzostw Ukrainy spośród zespołów amatorskich. Najpierw zwyciężył w grupie F, potem w następnej rundzie po zajęciu trzeciego miejsca w grupie 3 zakwalifikował się do półfinałów. Był pierwszym w grupie 2 półfinałowej, a w grupie finałowej zajął końcową 3.pozycję.
W 2004 roku jako uczestnik turnieju finałowego Mistrzostw Ukrainy spośród zespołów amatorskich zgłosił się do rozgrywek w Drugiej Lidze i otrzymał status profesjonalny. W czerwcu 2016 zrezygnował z rozgrywek zawodowych i następnie występował na poziomie amatorskim. 
W maju 2018 otrzymał ponownie status klubu profesjonalnego i od sezonu 2018/19 startował w II Lidze.

## Sukcesy
- 6. miejsce w Drugiej Lidze (1 x):

2006/07
- 1/64 finału w Pucharze ZSRR:

1936

## Trenerzy od lat 90.
...
- 1998–1999:  Serhij Mykuła

...
- 07.2004–08.2004:  Ihor Sirosztan
- 09.2004–08.2005:  Serhij Kozłow
- 08.2005:  Wiktor Bohatyr
- 09.2005–10.2005:  Serhij Mykuła
- 10.2005:  Jurij Dubko (p.o.)
- 03.2006–06.2006:  Serhij Mykuła
- 07.2006–07.2007:  Wjaczesław Bakłanow
- 08.2007:  Serhij Mykuła (p.o.)
- 09.2007–10.2007:  Wjaczesław Bakłanow
- 11.2007:  Serhij Mykuła (p.o.)
- 03.2008–07.2008:  Wjaczesław Bakłanow
- 07.2008–11.2009:  Serhij Mykuła
- 01.03.2010–...:  Hennadij Prychod'ko

## Inne
- Krywbas Krzywy Róg